# Petr Charvát
Petr Charvát (12. ledna 1949 Praha – 17. září 2023) byl český archeolog, orientalista a historik. Zabýval se archeologií a dějinami Orientu, a také staršími českými dějinami.

## Život
Narodil se roku 1949 v Praze jako syn lékaře Zdeňka Charváta a Elenky Charvátové. Část dětství strávil v iráckém Bagdádu, kde jeho otec působil na univerzitě jako profesor. V letech 1968–1973 absolvoval studium na Filosofické fakultě Univerzity Karlovy, obory klínopis a archeologie. Diplomovou práci z oboru klínopisu obhájil v roce 1973. Titul doktora filosofie (PhDr.) mu byl udělen v roce 1975. Účastnil se archeologického výzkumu v Egyptě (hrobka velmože Ptahšepsese v Abúsíru u Sakkáry, 25. století př. n. l.) v roce 1974. Poté (1975–1990) působil v Archeologickém ústavu ČSAV. Roku 1980 mu byl udělen titul kandidáta historických věd (CSc.) na základě disertační práce z oboru středověké archeologie. Archeologické výzkumy v zahraničí (1982–1984 buddhistický klášter z 1. tisíciletí n. l. Abajagiri Vihára v Anurádhapuře, Srí Lanka, společný projekt vlády Srí Lanky a UNESCO; 1989 Džemdet Nasr u Bagdádu, v řadách Britské archeologické expedice v Iráku). V letech 1990–2005 pracoval v Orientálním ústavu Akademie věd ČR v Praze na Malé Straně.
Od roku 2006 vyučoval na Filozofické fakultě Západočeské univerzity v Plzni. Kromě toho přednášel historii na Pedagogické fakultě Univerzity Karlovy.
Specializace: klínopis a archeologie pravěké a starověké jihozápadní Asie, vznik prvotní státnosti a písma užívající civilizace na přelomu pravěku a starověku této oblasti. Dále vznik přemyslovského státu v raně středověkých Čechách, dálkové styky českých zemí ve středověku se zvláštním zřetelem k oblastem neevropským.
Studijní pobyty: Berlín 1992, Poitiers, Paříž (krátkodobé cesty) 1995–2001 a 2006–2008. Od roku 1996 byl členem Španělské archeologické mise v Turecku. Titul doktora historických věd (DrSc.) získal roku 1995 na základě monografie Ancient Mesopotamia – Humankind’s Long Journey into Civilization. (Praha: The Oriental Institute 1993).
Roku 1995 se habilitoval v oboru slovanské archeologie na Masarykově universitě v Brně na základě práce On Slavs, silk and the early state: The town of Čáslav in the pristine Middle Ages (Památky archeologické 85/1, 1994, s. 108–153).
Dne 24. června 2011 jej prezident Václav Klaus jmenoval profesorem.
Akademický rok 2003–2004 strávil ve Filadelfii (USA) na stipendiu Nadace Johna Williama Fulbrighta (studium archeologického materiálu starověkého Předního Východu v tamním Museum of Archaeology and Anthropology, University of Pennsylvania). Roku 2008 byl pozván k přednáškám o dálkových stycích českých zemí s Orientem a o české státnosti v raném středověku na École Pratique des Hautes Études, a to na její Section des sciences historiques et philologiques, v Paříži. Název kursu: Les voies du commerce avec l’Orient, les trouvailles de monnaies islamiques et la naissance de l’étatisme chez les Slaves occidentaux au Haut Moyen Âge. Dále působil ve letech 2011–2012 na univerzitě v Kolíně nad Rýnem jako Fellow (člen) mezinárodního kolegie MORPHOMATA, jako řešitel projektu „History from bits of clay: The Sumerian early state of Ur at the beginning of third millennium B. C.“
Publikace M. Bárty a J. Kováře „Kolaps a regenerace: cesty civilizací a kultur (Praha: Academia 2011)“, na níž se autorsky podílel, získala cenu rektora Univerzity Karlovy v Praze za tvůrčí počin roku. V roce 2012 pak  za knihu „Zrození státu (Praha, Karolinum 2011)“ obdržel Cenu Josefa Hlávky za nejlepší česky psanou vědeckou publikaci roku 2011.
V České televizi vystupoval v pořadu Dvaasedmdesát jmen české historie.
Byl ženatý s historičkou Kateřinou Charvátovou. Mají dva syny.

## Publikace
- The pottery. The mastaba of Ptahshepses. Praha : Univerzita Karlova, 1981.
- Ancient Mesopotamia. Humankind’s Long Journey into Civilization. Praha : Akademie věd České republiky, Orientální ústav, 1993. ISBN 80-85425-11-4.
- Dálkový obchod v raně středověké Evropě : (7.–10. století). Brno : Masarykova univerzita, 1998. 110 s. ISBN 80-210-1985-9.
- On people, signs and states. Spotlights on Sumerian society, c. 3500-2500 B.C. Praha : Akademie věd České republiky, Orientální ústav, 1998. ISBN 80-85425-28-9.
- Mesopotamia Before History. London ; New York : Routledge, Taylor and Francis Group, 2002. ISBN 0-415-25104-4.
- Boleslav II. Sjednotitel českého státu. Praha : Vyšehrad, 2004. 198 s. ISBN 80-7021-657-3.
- The iconography of pristine statehood. Painted pottery and seal impressions from Susa, southwestern Iran. Praha : Karolinum, 2005. ISBN 80-246-0964-9.
- Zrod českého státu. 568–1055. Praha : Vyšehrad, 2007. ISBN 978-80-7021-845-7.
- Encyklopedie dějin starověku. Praha : Libri, 2008. ISBN 978-80-7277-201-8. (s V. Markem a P. Olivou)
- The Emergence of the Bohemian State. Leiden ; Boston : Brill, 2010. ISSN 1872-8103, ISBN 978-90-04-18009-3.
- Slyšte volání muezzinovo. České země a arabský svět ve starším středověku (do roku 1300). Plzeň : Západočeská univerzita, 2010. ISBN 978-80-7043-947-0.
- Zrození státu. Prvotní civilizace Starého světa. Praha : Univerzita Karlova ; Karolinum, 2011. ISBN 978-80-246-1682-7.
- Václav, kníže Čechů. Praha : Vyšehrad, 2011. ISBN 978-80-7429-168-5.
- Archeologie na Blízkém východě. První dvě století. Praha : Univerzita Karlova v Praze, Pedagogická fakulta, 2015. ISBN 978-80-7290-830-1.
- Signs from silence. Ur of the first Sumerians. Praha : Univerzita Karlova ; Karolinum, 2017. ISBN 978-80-246-3130-1.
- Příběhy dávného času: staré pověsti české dnes. Praha: Vyšehrad, 2022. ISBN 978-80-7601-605-7.